# Fábio Limma
Fabio S. Limma (Salvador, 19 de março de 1973) é um ator, diretor e roteirista de cinema brasileiro.

## Biografia
Brasileiro, natural de Salvador/BA, mora no Rio de Janeiro desde 1995.
Fez cursos como O Tablado, CAL, Oficina de Teatro/Gabriel Villela, e Video TV/Meire Moreno.
Como ator, fez alguns espetáculos teatrais como: "Os Involuntários da Pátria" de Maria Teresa Amaral, "Lá No Fim do Arco-Íris" Musical de Paulo Sebastião, "No Reino Encantado" de Carlos Henrique Casanova, entre outros.
Na TV, teve participações em novelas: Andando nas Nuvens, Um Anjo Caiu do Céu,  e Malhação; na mini-série A Justiceira; nos programas: "Linha Direta" (Caso: Rouxinol), "Xuxa no Mundo da Imaginação", e A Diarista (Episódios: Baixa Costura e Uma Escória de Natal).
No CINEMA, fez os longas: For All - O Trampolim da Vitória de Luiz Carlos Lacerda, As Três Marias de Aluizio Abranches, O Passageiro - Segredos de Adulto de Flávio R. Tambellini.
Por trás das câmeras, foi o editor e 1º Assistente de Direção do polêmico longa-metragem Do Começo ao Fim de Aluizio Abranches, de quem também foi Assistente de Direção no longa As Três Marias. Para TV/Video, dirigiu e editou propagandas e clipes para a Lotus Video e a Disa Filmes.
Como Roteirista e Diretor, escreveu e dirigiu os curtas: O Roubo (1999) prêmio de melhor direção no Guarnicê de Cinema|MA 2002, 22:30h (2005) e O Jardim (2005) selecionado para o Marché du Film Short Film Corner do Festival de Cannes de 2005.